# Joe's Domage
Joe's Domage è un album discografico di raccolta del musicista Frank Zappa, pubblicato postumo nel 2004.

## Tracce
Tutte le tracce sono di Frank Zappa, tranne dove indicato.
1. When It's Perfect... – 3:18
2. The New Brown Clouds – 2:44
3. Frog Song – 17:23
4. It Just Might Be a One Shot Deal – 1:57
5. The Ending Line... – 3:12
6. Blessed Relief/The New Brown Clouds – 5:03
7. It Ain't Real So What's the Deal – 13:14
8. Think It Over (some)/Think It Over (some more) – 5:20
9. Another Whole Melodic Section – 1:53
10. When It Feels Natural... – 1:27

## Formazione
- Frank Zappa – voce, chitarra
- Tony Duran – chitarra, voce
- Ian Underwood – organo
- Sal Marquez – tromba
- Malcolm McNab – tromba
- Ken Shroyer – trombone
- Tony Ortega – sassofono
- Alex Dmochowski – basso, voce
- Aynsley Dunbar – batteria